# Cas Philip Morris contra l'Uruguai
El cas Philip Morris contra l'Uruguai és un procés judicial començat el 19 de febrer de 2010 i conclòs el 8 de juliol de 2016, en el qual la multinacional tabaquera Philip Morris International (PMI) amb la casa matriu a Lausana, va iniciar una demanda contra Uruguai davant el Centre Internacional d'Arranjament de Diferències Relatives a Inversions (CIADI)

La referència al procés és Cas CIADI N° ARB/10/7, el nom del cas és: FTR Holdings S.A. (Suïssa) i altres v. República Oriental de l'Uruguai.
La companyia Philip Morris va demandar l'Uruguai per una suma de 25 milions de dòlars, al·legant una violació del tractat bilateral d'inversió entre Suïssa i l'Uruguai.
D'altra banda, l'Uruguai i les seves autoritats havien rebut elogis per la seva campanya de promoció de la salut per part de l'Organització Mundial de la Salut i per activistes antitabac.
El 8 de juliol de 2016, després de 6 anys, el CIADI fallava en afavorir de l'Uruguai, obligant els demandants a pagar les costes dels demandats i del tribunal.

## Tabaqueres
La història de les empreses tabaqueres a l'Uruguai comença amb la creació de la Compañía Industrial de Tabacos Monte Paz S.A.,
fundada el 1880. Representava les marques Nevada, California i Coronado, entre d'altres.
L'any 1945 va sorgir l'empresa Abal Hermanos SA, com a representant de les marques Marlboro, Benson & Hedges, Silver Mint, Fiesta, Philip Morris, Casino, Next i L&M. D'altra banda, l'empresa British American Tobacco (BAT) venia tabac, a més de cigarrets. Es va retirar de l'Uruguai el 21 d'abril de 2010, i representava les marques Kent, Kool, Lucky Strike i Pall Mall.

## Context
El 19 de juny de 2003, quan el president uruguaià era en Jorge Batlle, l'Assemblea General de l'Uruguai va aprovar el Conveni marc per al control del tabac, conveni mitjançant el qual es va alinear amb les polítiques recomanades per l'Organització Mundial de la Salut.
El conveni es va ratificar el 9 d'agost del 2004.
Aquestes malalties suposaven l'any 2005, la mort de quinze mil persones per any a escala nacional. El consum de tabac afectava un cada quatre uruguaians.
La metodologia emprada per l'Estat uruguaià per modificar aquesta situació va consistir en una sèrie de decrets presidencials, resolucions i ordenances ministerials, lleis, campanes de difusió públiques i modificacions impositives, que tenien per objecte la reducció del consum de cigarretes en la societat uruguaiana.
Algunes de les mesures preses pel govern: la prohibició de venedor diferents tipus de presentacions d'una mateixa marca de cigarrets, i l'exigència de la difusió d'imatges d'advertència sobre el risc de fumar, imposant que les mateixes ocupessin el 80% de la caixa de cigarretes: a més de la pujada d'impostos, i la prohibició de la publicitat de cigarretes en els mitjans de comunicació, així com del patrocini que fan les marques de tabac en qualsevol mena d'esdeveniments. A més, es va prohibir fumar en llocs públics com oficines, centres estudiantils, bars, restaurants, balls, llocs públics tancats, entre d'altres; els uruguaians en solitari poden fumar a llocs oberts o en les seves cases.

## Campanya
L'1 de març de 2006 l'Uruguai es va convertir en el primer país llatinoamericà en prohibir fumar en espais públics tancats. L'estat aplicant la Llei 18.256,20 aprovada el març del 2008, amb els sis eixos estratègics de la política antitabac.
El Ministeri de Salut Pública d'Uruguai realitza la campanya "Uruguai Llibre de Fum de Tabac" (Uruguay Libre de Humo de Tabaco) aplicada gradualment. El 31 de maig de 2006, l'Organització Panamericana de la Salut i l'Organització Mundial de la Salut (OPS/OMS) van premiar a Tabaré Vázquez amb el seu major guardó, el premi del director general de l'OMS, per la seva contribució a reduir el consum de tabac i per la seva accionar a favor de la salut i en contra el tabaquisme.
El 6 de març de 2009 la XIV Conferència Mundial de Salut i Tabac distingir a Uruguai a l'Índia per aquesta campanya.

## Reclam

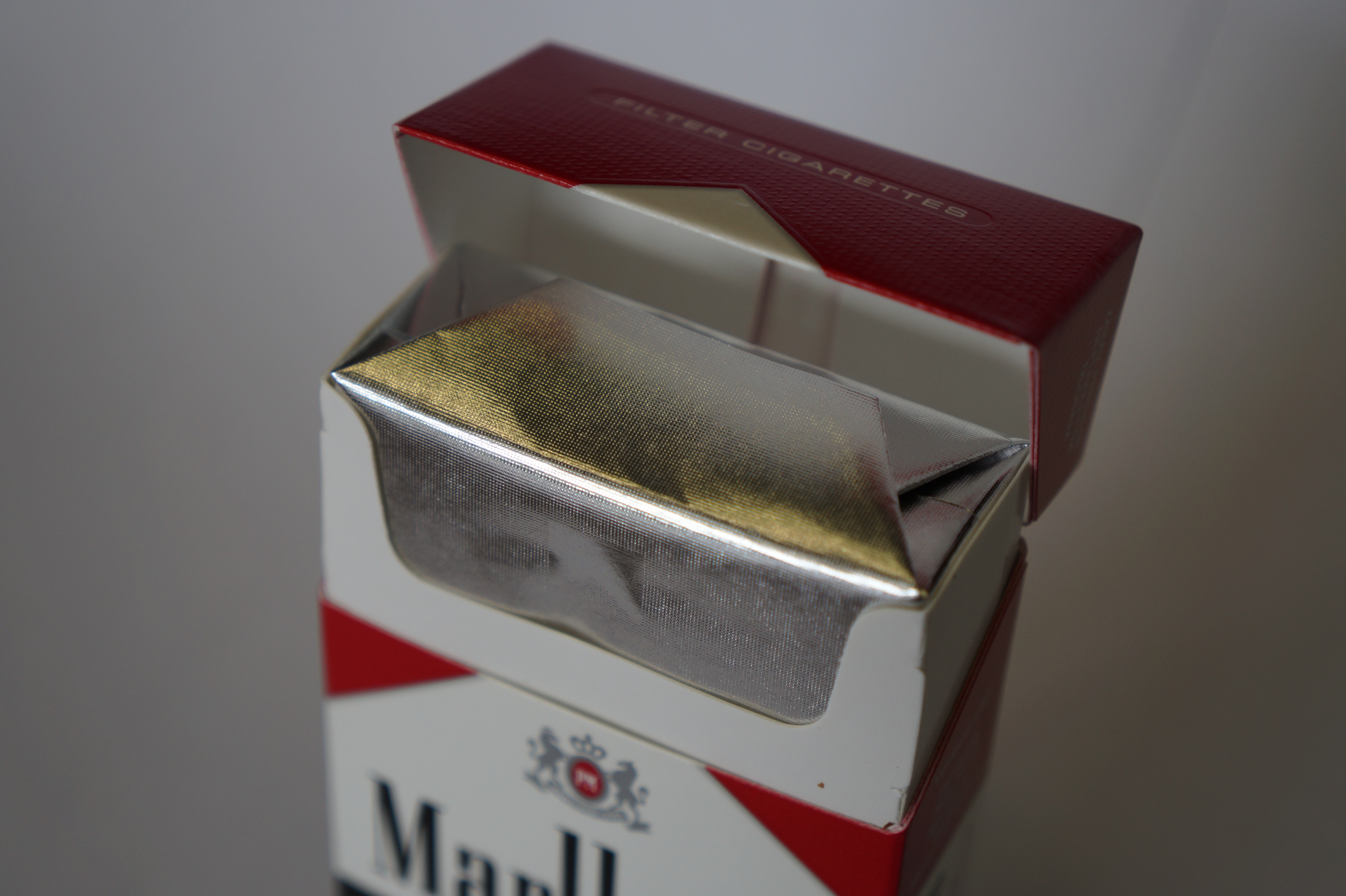
Caixa de cigarretes de l'empresa Philip Morris.

Philip Morris pertany al Grup Altria.

El reclam és la reparació econòmica per un import de 25 milions de dòlars, que l'empresa multinacional demanda a l'Uruguai per tres de les mesures adoptades pel govern durant la presidència de Tabaré Vázquez (2005-2010), continuades per l'actual president José Mujica (2010-present).
Philip Morris Internacional és una companyia multinacional, la principal del sector del tabac, amb set de les 20 marques globals de cigarrets.
L'esmentat reclam va ser iniciat per la tabaquera, al Centre Internacional d'Arranjament de Diferències Relatives a Inversions (CIADI). En aquest fòrum, es va formar un tribunal arbitral amb un àrbitre designat per cada part i un tercer àrbitre elegit pels àrbitres nomenats per les parts. Els demandants van ser: FTR Holding S.A. (Suïssa), Philip Morris Products S.A. (Suïssa) i Abal Hermanos S.A. (representant de PMI a l'Uruguai) v. República Oriental de l'Uruguai (CIADI Cas No. ARB/10/7).
| «                                                                                     | "No ens queda més remei que litigar", assegurà Rees. L'empresa va dir que ha tractat de dialogar amb el govern sense èxit. | » |
| — Morgan Rees, director de comunicacions regulatòries de Philip Morris International. | |   |

## Suports
Entre els amicus curiae internacionals de l'Uruguai estava l'Organització Panamericana de la Salut (OPS) dona suport al país, Michael Bloomberg, alcalde de Nova York i Bernard Borel, diputat suís del Cantó de Vaud, també van donar suport a la posició uruguaiana.
L'Organització Panamericana de la Salut (OPS) dona suport a l'Uruguai. Entre els suports al país també cal destacar el de l'alcalde de Nova York Michael Bloomberg. I les organitzacions: American Cancer Society, Framework Convention Alliance, Campanya pels Nens Lliures de Tabac ("Campaign for Tobacco Free Kids"), Corporate Accountability International, InterAmerican Heart Foundation i International Union Against Tuberculosis and Lung Disease, van reiterar el seu gran suport financer, de sanitaris i d'experts, a l'Uruguai en contra del judici iniciat per PMI.
El bufet jurídic que assessora l'Uruguai és l'estatunidenc Foley, Hoag & Elío, amb seu a Boston. La resolució podria trigar entre tres i quatre anys. No hi ha antecedents al món d'un cas igual, per tant l'eventual resolució serà font de jurisprudència.

## Uruguai lliure de fum de tabac

Pictograma utilitzat quan la prohibició de fumar està en ordre.

La llei 18.256, aprovada el març de 2008 i que inclou els sis eixos estratègics de la política antitabac.
Algunes de les mesures preses pel país van ser: prohibició de vendre diferents tipus de presentacions d'una mateixa marca de cigarrets. Imatges d'advertència, sobre el risc de fumar i que les mateixes ocupessin el 80% de la caixa de cigarrets. La puja d'impostos, prohibició de la publicitat de cigarrets en els mitjans de comunicació, i el patrocini que fan les marques de tabac en qualsevol tipus d'esdeveniments. I també prohibició de fumar en llocs públics com ara oficines, centres estudiantils, bars, restaurants, balls i llocs públics tancats, entre d'altres. Els uruguaians només poden fumar en llocs oberts o a casa seva.
La Campanya «Lliure de Fum de Tabac» va ser realitzada de forma gradual pel Ministeri de Salut Pública de l'Uruguai. El 31 de maig de 2006, l'Organització Panamericana de la Salut - Organització Mundial de la Salut (OPS/OMS) va premiar Vázquez amb el seu més gran guardó, el Premi del Director General de l'OMS per la seva contribució per reduir el consum del tabac, pel les seves accions a favor de la salut i contra el tabaquisme. El 6 de març de 2009, quan la XIV Conferència Mundial de Salut i Tabac celebrada a l'Índia va distingir l'Uruguai per la campanya.

## COP4 i OMS

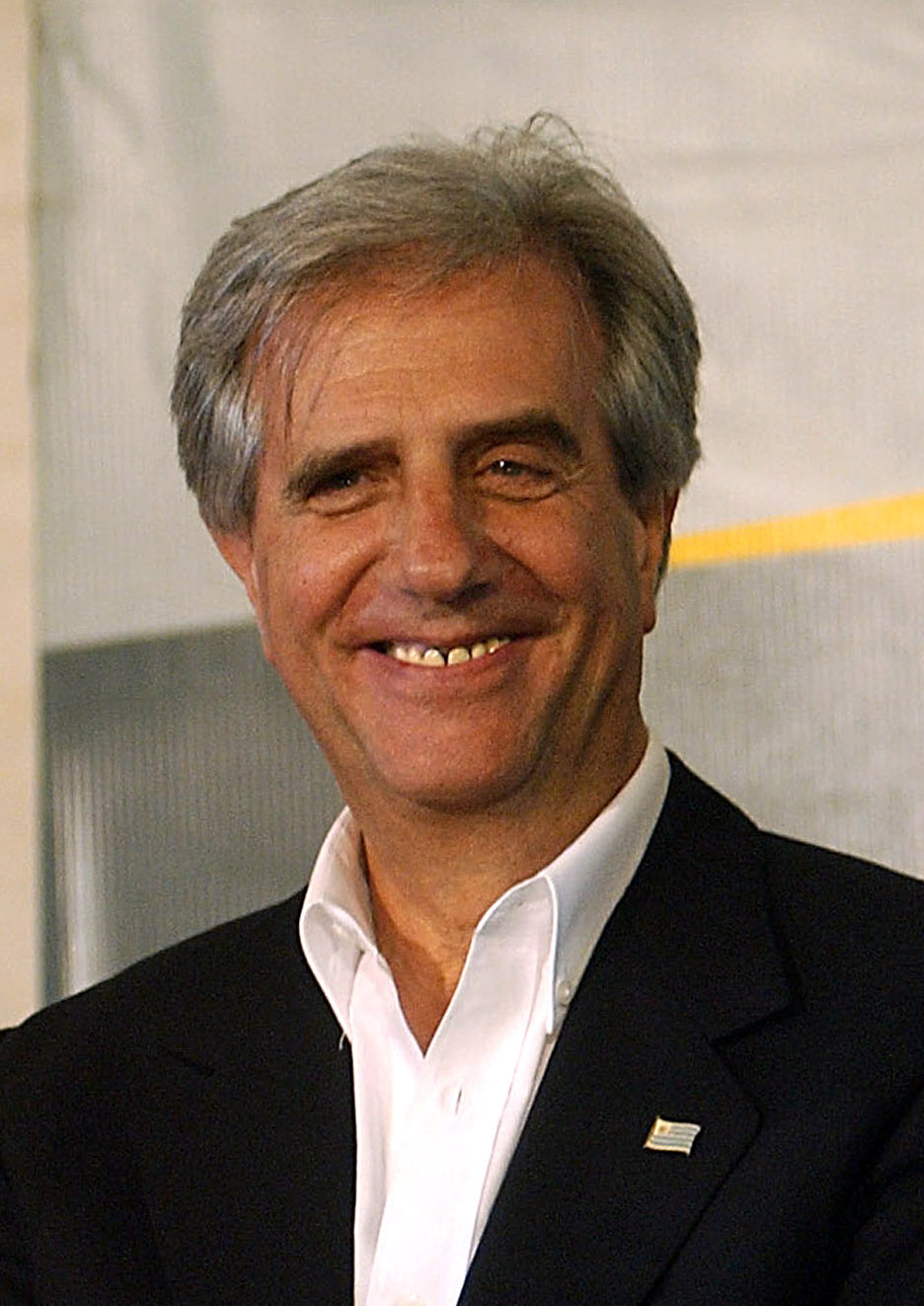
Tabaré Vázquez a 2007.

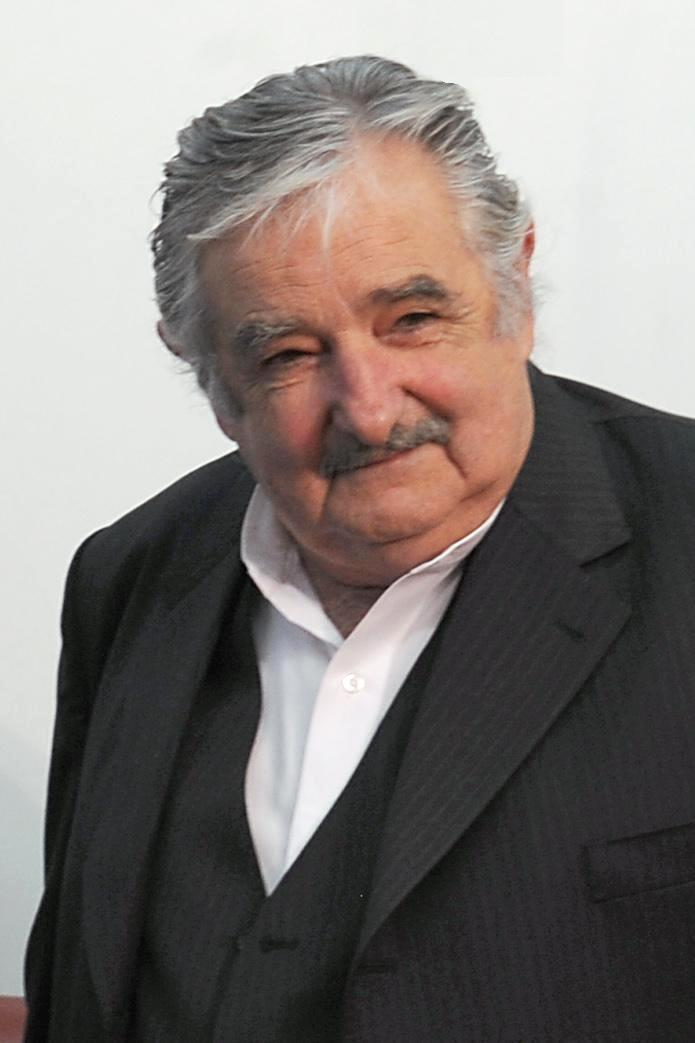
José Mujica en 2009.

La IV Conferència de les Parts sobre el tractat de l'OMS per al control del tabac (COP4), es va dur a terme a l'Uruguai, a Maldonado, Punta del Este, a l'Hotel Conrad, del 15 al 20 de novembre de 2010.
| «                                   | "Philip Morris -que va demandar a l'Uruguai per les seves mesures antitabac- vol "donar un escarment a l'Uruguai i intimidar a altres països." | » |
| — Tabaré Vázquez, novembre de 2010. | |   |

L'ex-president Tabaré Vázquez va dir sobre aquest punt en la seva oratòria que la multinacional «està interessada a escarmentar l'Uruguai i intimidar d'altres països que segueixin el seu camí. Philip Morris no estalviarà recursos per assolir el seu objectiu. Té molts diners i els diners tenen molt poder, el de la frivolitat i la corrupció», va sentenciar i va agregar que «hi ha coses que no admeten negociació» com la salut d'un país.
El president següent, José Mujica, al seu discurs va recordar que l'1 de març de 2006 l'Uruguai es va convertir en el primer país d'Amèrica Llatina i el cinquè del món en ser lliure de fum de tabac. Durant la conferència, davant els representants de 171 països, que debatien sobre el tabac, va comunicar una anècdota personal:
| «                                | "He estat en la meva vida un fumador empedreït, vaig estar molts anys privat de la llibertat i per mortificar-me em racionaven el tabac. I de pur orgull, un dia li vaig dir a les autoritats: no fumo més. I vaig estar set anys sense fumar... mai no és un enemic derrotat, sempre està a l'aguait, tot el que puguin fer, tot el que puguin inventar és poc, per a aital enemic." | » |
| — José Mujica, novembre de 2010. | |   |

## Instàncies

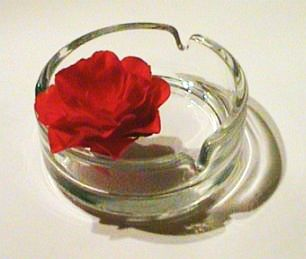
Dia Mundial Sense Tabac.

El 19 de febrer de 2010 s'inicià el procés judicial. El 26 de març d'aquell mateix any el secretari general del CIADI va registrar una sol·licitud d'institució dels procediments d'arbitratge. El 15 de març de 2011 es van triar els tres àrbitres: davant el Centre Internacional d'Arranjament de Diferències Relatives a Inversors (CIADI), Uruguai va triar com a àrbitre a l'advocat i jutge australià James Crawford, mentre que PMI va designar com a representant al nord-americà Gary Born i el CIADI al professor italià Piero Bernardini. El 24 de maig de 2011 es van establir acords de confidencialitat i ús de la informació que s'adoptarien en el judici. La primera reunió va ser per videoconferència amb els àrbitres i les parts involucrades. El president del tribunal va establir un cronograma de reunions que van prendre sis setmanes.
El 25 i 26 de maig de 2011 es va realitzar a París, França la primera reunió del procés judicial iniciat per Philip Morris.
El 6 setembre 2011 representants i equip d'advocats que va defensar a Uruguai es van reunir a Washington DC, Estats Units. Es va actualitzar informació del procés i es va anunciar que les primeres audiències serien a partir de març de 2012.

## Sentència

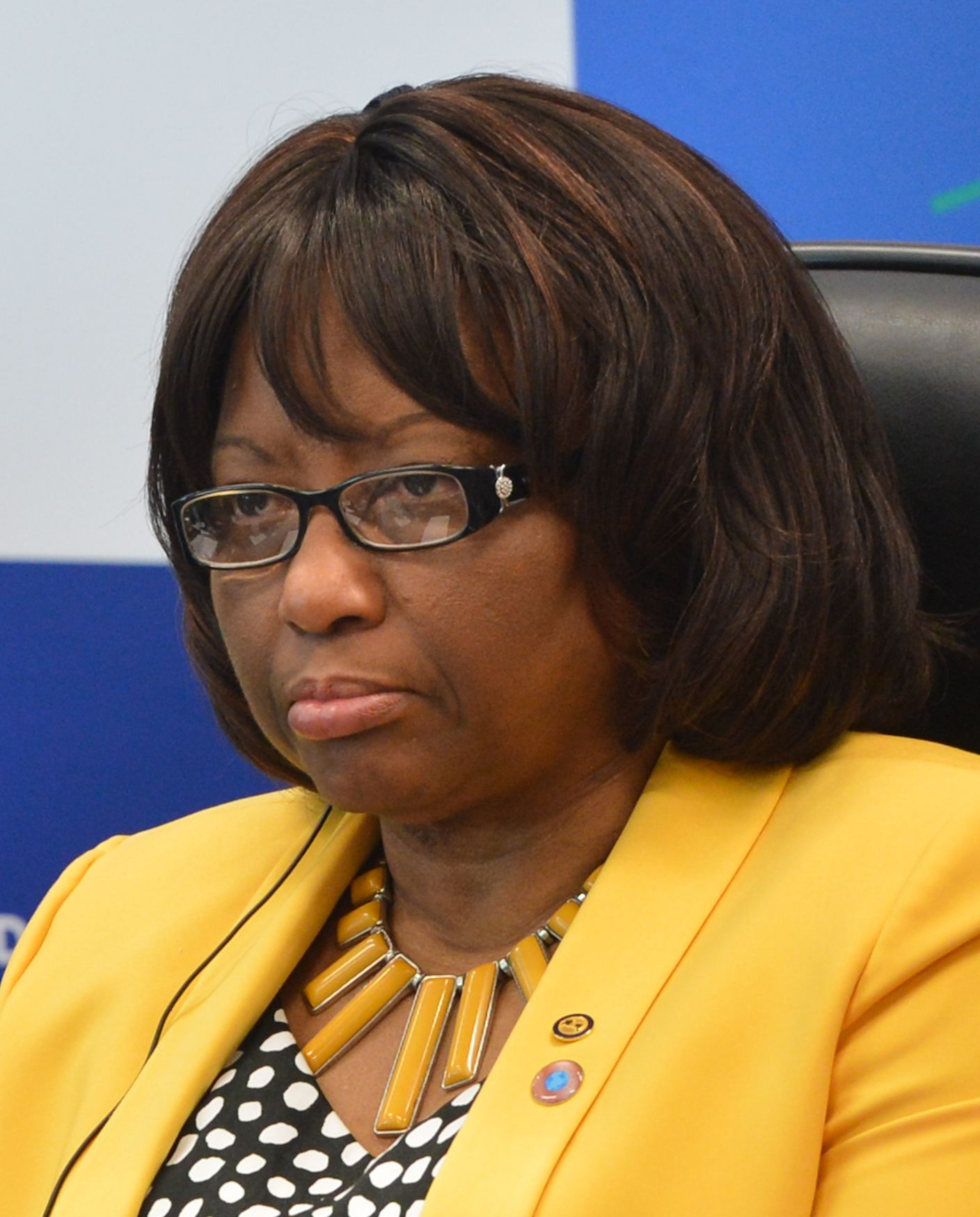
Carissa Etienne 2015.

La resolució del cas, que va crear jurisprudència internacional, va trigar 6 anys i va finalitzar el 8 de juliol de 2016; el CIADI del Banc Mundial fallava en favor de l'Uruguai, obligant als demandants a pagar totes les coses judicials. El laude final va establir que Philip Morris va haver de pagar 7 milions de dòlars al país per les despeses judicials, a més d'abonar diferents sumes pels honoraris i despeses administratives dels tres àrbitres i la CIADI. Gary Born va emetre una decisió discordant en dos dels punts de la decisió.
Després de la victòria en el judici, es va anunciar que a partir de 2017 a l'Uruguai els cigarrets es vendrien amb empaquetatge neutre.
| «                                                                                 | "Aquesta decisió és un reconeixement als esforços continus de l'Uruguai per protegir la seva població del consum de tabac i de l'exposició al fum de tabac aliè." | » |
| — Carissa Etienne, directora de l'Organització Mundial de la Salut agost de 2016. | |   |

Després de la victòria del judici es va anunciar que a partir del 2017 les cigarretes a l'Uruguai es vendran en empaquetat neutre.